# Rzeki w Dakocie Południowej

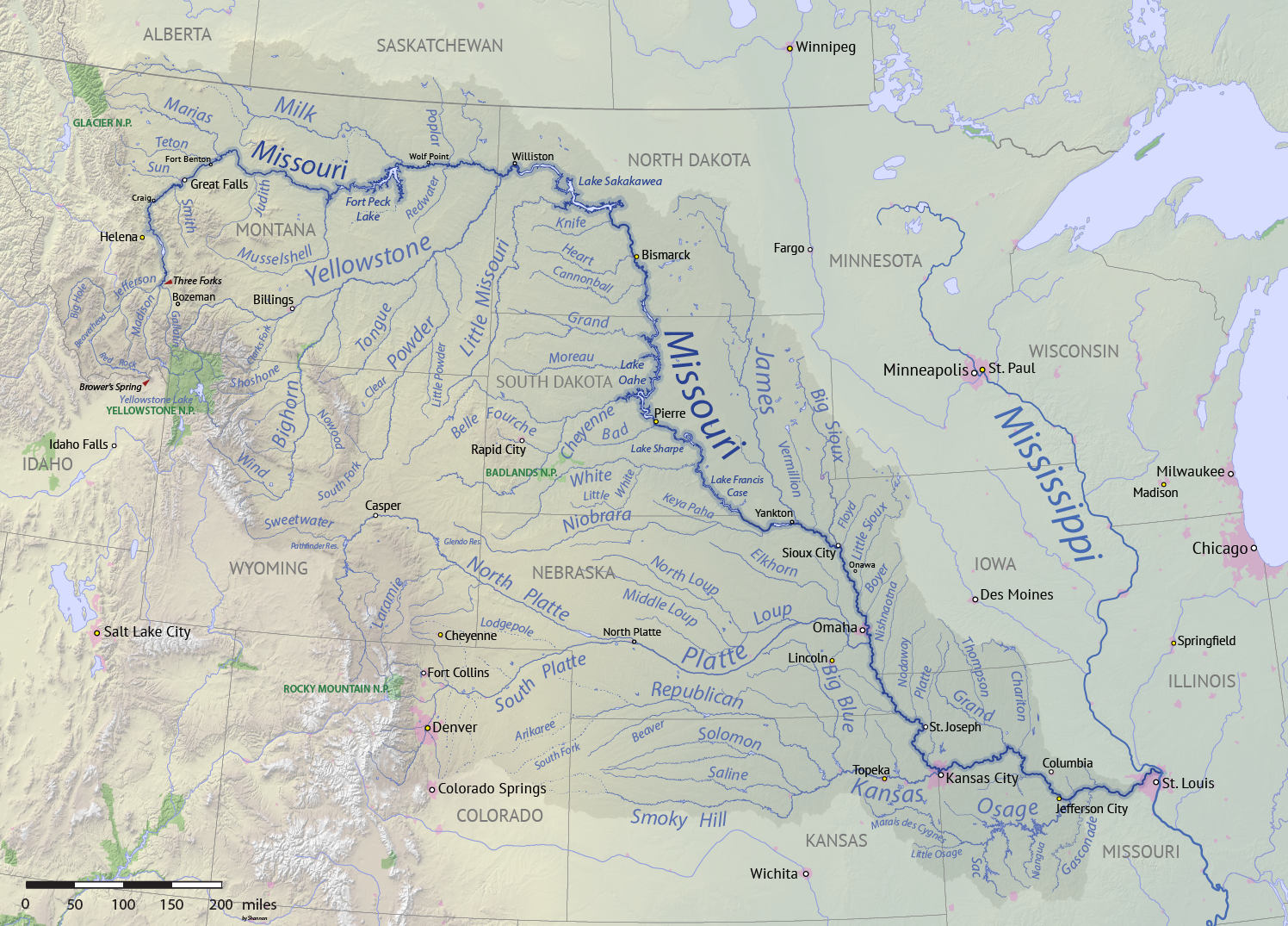
Missouri, najdłuższa rzeka przepływająca przez stan Dakota Południowa

Lista rzek w stanie Dakota Południowa.

## ZlewiskaOceanu Atlantyckiego

### Dorzecza Minnesoty
- Minnesota[1]
  - Little Minnesota (115 km)
    - Jorgenson (b.d.)

  - Whestone (20 km)
  - Yellow Bank (19 km)
  - Lac qui Parle (190 km)

### Dorzecza Missouri
- Missouri (3 767 km)
  - Little Missouri (901 km)
  - Grand (320 km)
    - North Fork Grand (129 km)
    - South Fork Grand (145 km)

  - Moreau (320 km)
    - Little Moreau (b.d.)

  - Cheyenne (848 km)
    - French Creek (100 km)
    - Rapid Creek (138 km)
      - Castle Creek (23 km)

    - Belle Fourche River (470 km)
      - Owl Creek (b.d.)
      - Redwater (b.d.)
      - Spearfish Creek (b.d.)

    - Cherry Creek (80 km)

  - Bad River (259 km)
  - White River (930 km)
    - Wounded Knee Creek (160 km)
    - Little White (377 km)

  - Niobrara[1]
    - Keya Paha (204 km)

  - James (1 143 km)
    - Elm (b.d.)
      - Maple (b.d.)

  - Vermilion (154 km)
    - Baptist Creek (b.d.)
    - Little Vermillion (b.d.)
    - White Stone Creek (b.d.)

  - Big Sioux (674 km)
    - Skunk Creek (b.d.)
    - Split Rock Creek (b.d.)

## Zlewiskajeziora Winnipeg

### Dorzecza Red River
- Red[1]
  - Bois de Sioux (66 km)